# Maroc-Tubsat
Maroc-Tubsat — первый марокканский искусственный спутник Земли. Спутник был изготовлен в сотрудничестве марокканского института CRTS в Рабате и аэрокосмического института (ILR) берлинского технического университета. Спутник принадлежит в равной степени обоим институтам.
Аппарат представлял собой учебный спутник с оборудованием для проведения съёмок Земли. Также спутник использовался в радиолюбительский целях.
Maroc-Tubsat был запущен 10 декабря 2001 года с космодрома Байконур в Казахстане с помощью ракеты-носителя Зенит-2 вместе с российскими спутниками Метеор-3М, Kompass, Reflector и пакистанским спутником Badr-II.

## Задачи
Спутник использовался для обучения студентов, проведения технических и коммуникационных экспериментов. Камеры на борту позволяли получать изображение Земли, и эти данные использовались для разработки новых методов обработки данных со спутниковых снимков, контроля растительности и свойств почвы, а также контроля ориентации аппарата.
Аппарат передавал данные на частоте 436,075 МГц и 2208,0 МГц.
В 2002 году многие радиолюбители ловили сообщение VVV DE CN / ZARKAA AL YAMAMA на частоте 144,1 МГц от неопознанного источника. Вскоре было установлено, что производит вещание спутник Maroc-Tubsat. В CRTS подтвердили, что это сообщение транслировалось в радиолюбительских целях, но вещание на этой частоте является нарушением международных соглашений о том, как использовать радиолюбительский диапазон. После этого трансляция сигнала была прекращена.

## Конструкция
Аппарат был изготовлен на стандартной платформе TUBSAT-C и представляет собой алюминиевый параллелепипед массой 47 кг и размерами 32 × 34 × 36,2 см.
Электропитание осуществлялось с помощью 4 никель-кадмиевых батарей и 4 солнечных батарей, расположенных вдоль корпуса.
Ориентация производилась с помощью трёх лазерных гироскопов, трёх гиродинов, 2 солнечных и одного звёздного датчиков .
Также был установлен магнитометр и ПЗС-камера с разрешающей способностью 200 метров фокусным расстоянием 72 мм и полем зрения 8°.